# Гонцов, Борис Иванович
Бори́с Ива́нович Гонцо́в  (1 января 1967, пгт. Лесной, Верхнекамский район, Кировская область, РСФСР, СССР) — российский военнослужащий и политик, генерал-майор. С 27 ноября 2020 года глава муниципального образования городской округ «город Каспийск». Участник боевых действий. 

## Биография
После окончания 10 классов был призван в ряды СА СССР. Срочную службу проходил в ГСВГ, в подразделении связи тактического звена, службу окончил в воинском звании старшего сержанта. Затем продолжил военную службу во ВВ МВД СССР. 
В 1995 году с отличием закончил Санкт-Петербургское высшее  военное командное училище МВД России. Для дальнейшего прохождения военной службы был направлен на Северный Кавказ, где разгорелся внутренний вооруженный конфликт. В различных местах службы прошел должности от командира взвода до командира бригады. Возглавлял 102-ю отдельную бригаду оперативного назначения, которая дислоцируется в городе Махачкале. 
В 2013 году во время командования ныне врио президента Дагестана Сергеем Меликова группировкой войск в Чечне командовал там же соединением. 
10 апреля 2014 года Указом Президента Российской Федерацией № 221 назначен начальником  Пермского военного института внутренних войск МВД России. 
3 сентября 2018 года указом Президента Российской Федерации Борис Гонцов будучи генерал-майором был назначен на должность первого заместителя командующего Восточным округом Войск Национальной гвардии, расположенного в Хабаровске. 
27 ноября 2020 года двадцати тремя депутатами городского собрания дагестанского Каспийска был единогласно избран главой администрации, действующий мэр Магомед Абдулаев участие в конкурсе не принимал.

## Образование
Имеет два высших образования: Санкт-Петербургское высшее военное командное училище МВД России и Военная академия Генерального штаба Вооружённых сил Российской Федерации.

## Личная жизнь
Женат, имеет дочь.